# Henri Weewauters
Henricus Léon Alphonsus Weewauters (conocido como Henri Weewauters; Wilrijk, 8 de noviembre de 1875-Edegem, 7 de junio de 1962) fue un deportista belga que compitió en vela en las clases 6 Metre y 8 Metre.
Participó en dos Juegos Olímpicos de Verano en los años 1908 y 1920, obteniendo dos medallas: plata en Londres 1908 (6 Metre) y bronce en Amberes 1920 (8 Metre).

## Palmarés internacional
| Juegos Olímpicos | Juegos Olímpicos      | Juegos Olímpicos | Juegos Olímpicos |
| Año              | Lugar                 | Medalla          | Clase            |
| ---------------- | --------------------- | ---------------- | ---------------- |
| 1908             | Londres (Reino Unido) | Medalla de plata | 6 Metre          |

| Juegos Olímpicos | Juegos Olímpicos  | Juegos Olímpicos  | Juegos Olímpicos       |
| Año              | Lugar             | Medalla           | Clase                  |
| ---------------- | ----------------- | ----------------- | ---------------------- |
| 1920             | Amberes (Bélgica) | Medalla de bronce | 8 Metre (sistema 1919) |